# Michaelskirche (Fulda)

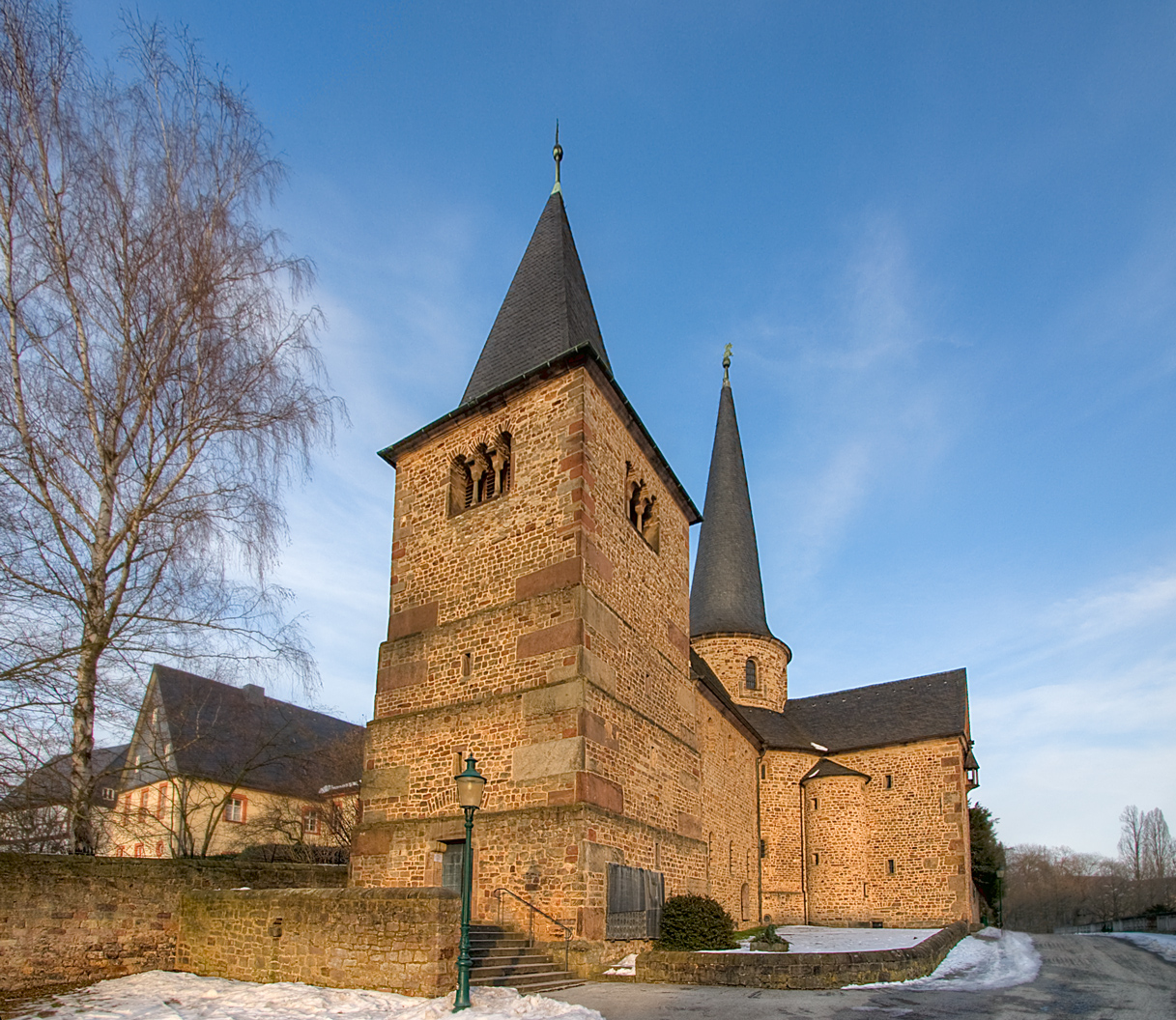
Michaelskirche

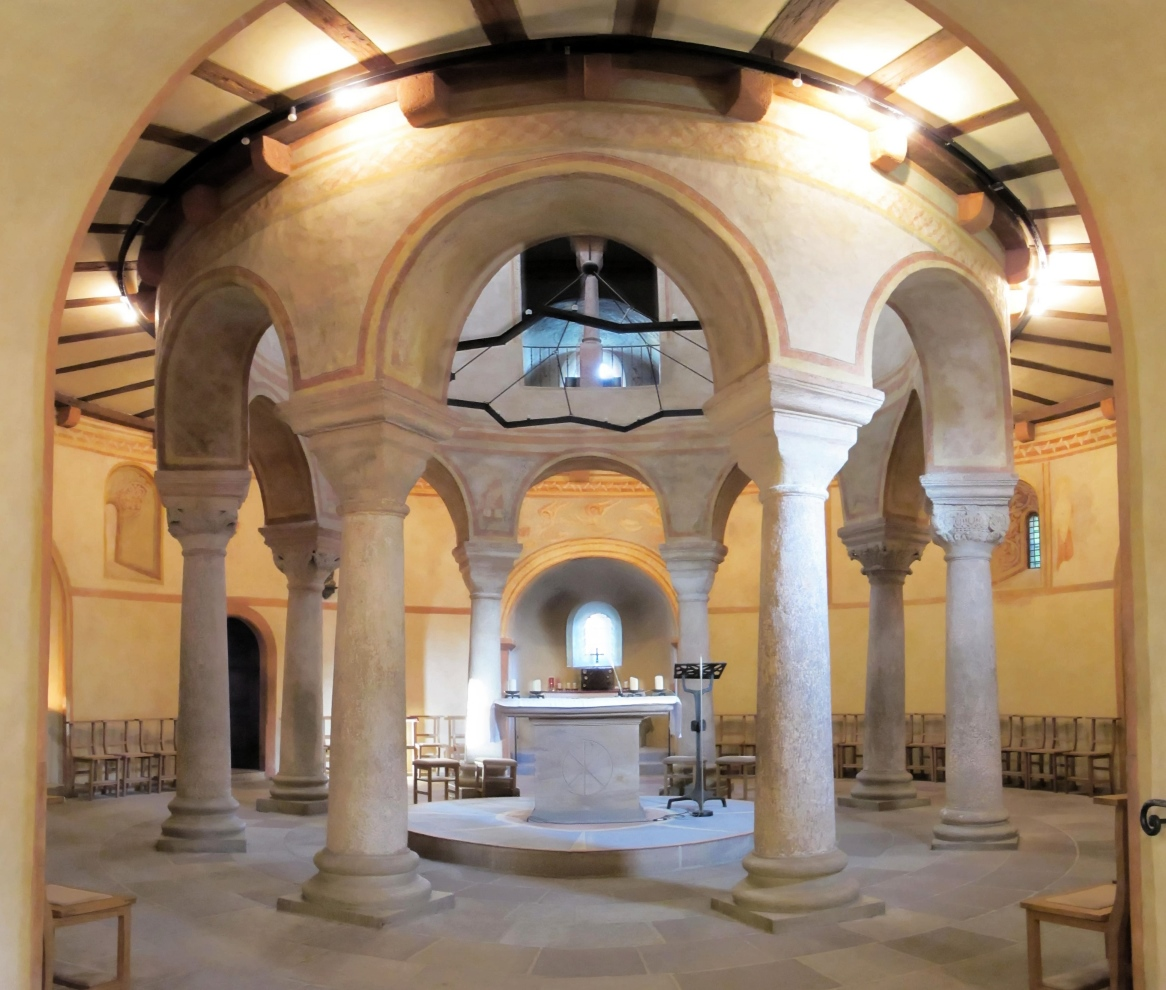
Michaelskirche, Innenraum

Die Michaelskirche in Fulda wurde im vorromanischen karolingischen Baustil im Auftrag von Abt Eigil in den Jahren von 820 bis 822 erbaut. Sie galt lange unumstritten als ältestes Beispiel eines Nachbaus der Grabeskirche in Deutschland, ein Bezug, der von Teilen der neueren Forschung jedoch in Frage gestellt wird. Aufgrund ihres Alters und ihrer architektonischen Besonderheiten zählt sie jedenfalls zu den bedeutendsten mittelalterlichen Sakralbauten Deutschlands.
Sie diente als Totenkapelle des 744 gegründeten Klosters Fulda, eines der führenden kulturellen Zentren des frühen Mittelalters, und als Grablege ihres Erbauers Eigil. Die von Eigil wohl ins Auge gefasste Weiterverwendung als Abtsgrablege kam hingegen nicht zustande.
Ihre Bedeutung beruht auch auf dem Umstand, dass sich in der Vita Aegil Abbatis Fuldensis des Fuldaer Mönchs Brun Candidus eine zeitgenössische Deutung der Bausymbolik erhalten hat, die sich ausdrücklich auf Hrabanus Maurus beruft.

## Architektur

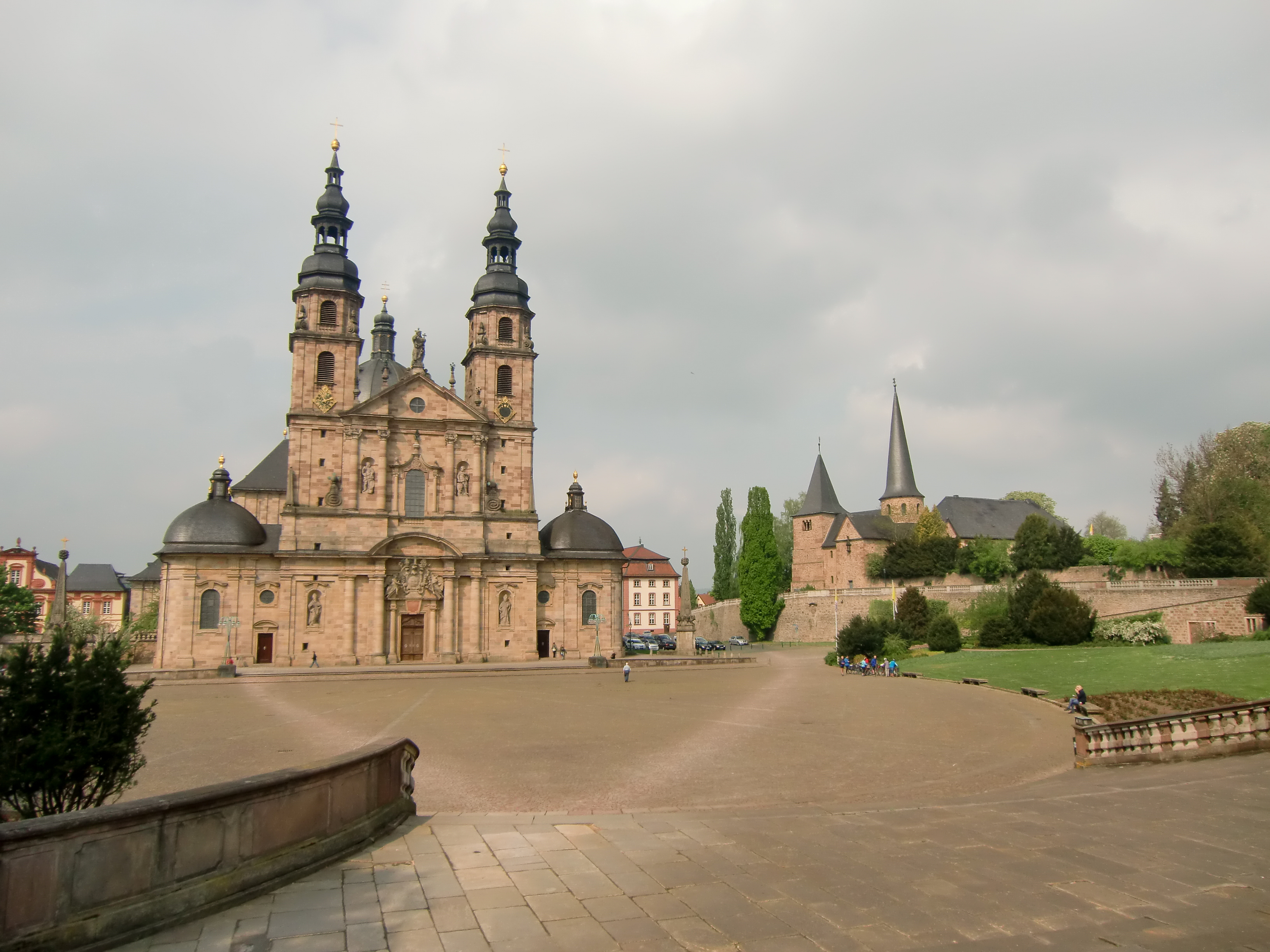
Die Michaelskirche liegt nördlich des Doms auf dem Michaelsberg

Die Michaelskirche steht in unmittelbarer Nachbarschaft zum Fuldaer Dom auf dem Michaelsberg. Von dem karolingischen Bau hat sich nur die Krypta erhalten. Doch wurden wesentliche Elemente der ursprünglichen architektonischen Konzeption, die durch die Beschreibung in der Vita Aegil des Brun Candidus von Fulda bezeugt ist und die im Folgenden beschrieben wird, bei der Erneuerung des 10. und 11. Jahrhunderts nach einer weitgehenden Zerstörung, möglicherweise durch einen Ungarneinfall, beibehalten. Der in frühchristlicher Tradition stehende Zentralbau erhob sich wie noch heute als Rotunde über acht Säulen. Der Zentralraum wurde durch einen ursprünglich wohl nur eingeschossigen, heute zweigeschossigen Umgang umfangen. Die Rotunde besaß ursprünglich ein Gewölbe oder eine Kuppel mit einem sichtbaren Schlussstein. Unter der Kirche befand sich die als Untergeschoss angelegte, über zwei konzentrischen Mauerringen und einer Mittelsäule gewölbte und von außen zugängliche Krypta, die als ältester erhaltener Bauteil auf das Jahr 820 zurückgeht und als sehr frühes Beispiel einer hallenartigen Krypta in ihrer Konstruktion baugeschichtlich einzigartig dasteht. Sie besaß demnach einen Zentralraum, der durch den inneren Mauerring gebildet und auch hier von einem tonnengewölbten Umgang umfasst wurde. Im Zentrum befand sich die kurze Mittelsäule mit ihrem ionisierenden Kapitell, das zusammen mit der inneren Ringmauer den inneren Gewölbering trug. Das trotz der Aufnahme antikisierender Elemente archaisch wirkende Kapitell, das aus stilistischen Gründen für älter als der Bau gehalten wird, ist vermutlich „sekundär verwendet“ und stammt „anscheinend von der Sturmiabtei um 750 oder 765“.

## Ausstattung
Als Grablege ihres Erbauers, Abt Eigil, konzipiert, verfügte die Krypta ursprünglich weder über einen eigenen Altar noch über eine räumliche Verbindung mit dem Obergeschoss. Eigils Grab befindet sich noch heute zusammen mit einem weiteren im Ostteil des Umgangs. Das ionisierende Säulenkapitell der Mittelsäule der Krypta stammt vermutlich aus der Sturmius-Basilika aus der zweiten Hälfte des 8. Jahrhunderts, die dem Neubau der sogenannten Ratgar-Basilika hatte weichen müssen.

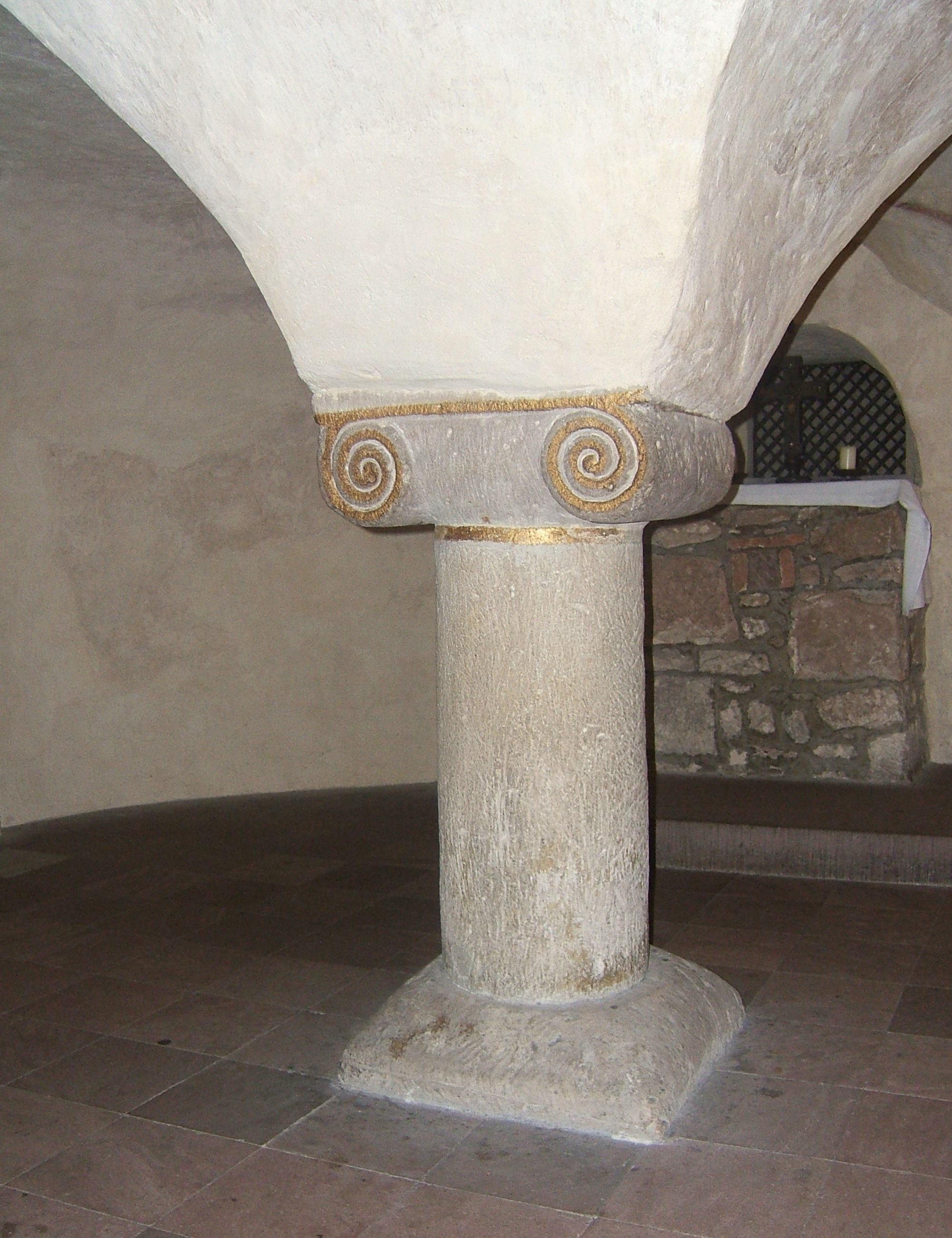
Mittelsäule in der Krypta

Die stilistisch moderneren korinthisierenden Kapitelle von vier der acht Säulen, die das innere Rund im Obergeschoss tragen, sind in das 9. Jahrhundert zu datieren, und zumindest eines davon entstammt wohl noch dem karolingischen Gründungsbau. Dagegen handelt es sich bei den vier weiteren Kapitellen um Würfelkapitelle fuldischer gedrückter Sonderform aus dem frühen 11. Jahrhundert. Im Innenraum befinden sich Fresken aus dem 11. Jahrhundert. Die Kirche hatte ursprünglich drei Altäre, deren Tituli Hrabanus Maurus verfasst hatte. Der Hauptaltar dürfte, flankiert von den beiden Nebenaltären, in der rechteckig ummantelten halbrunden Ostapsis gestanden haben. Bereits zur ursprünglichen Ausstattung gehörten danach Reliquien vom Heiligen Grab, die sich zusammen mit weiteren Herrenreliquien im Hauptaltar befanden. Im 11. Jahrhundert kam es ausgehend von diesen Voraussetzungen zu einer erweiterten Konzeption und Neuordnung der Altarlandschaft, in deren Rahmen eine Nachbildung des heiligen Grabes im Zentrum der Kirche entstand.

### Orgel
Die Orgel der Kirche wurde 1997 von der Firma Fischer + Krämer erbaut. Sie hat eine mechanische Schleifladentraktur und verfügt über folgende Disposition:
| I. Manual C–g3    |                 |
| Principal         | 8′ *            |
| Bordun            | 8′ *            |
| Octave            | 4′ *            |
| Duiflöte          | 4′ *            |
| Flageolet         | 2′              |
| Larigot           | 1 ⁄3′ *         |
| Sesquialter ab c1 |                 |
| Sifflet           | 1′ / Ripieno ** |

| II. Manual C–g3 |    |
| Regal           | 8′ |

| Pedal C–d1  |     |
| Subbass     | 16′ |
| Gedacktbass | 8′  |

- Koppeln: Schiebekoppel I-Ped
- * geteilte Schleifen, Teilung bei h0, c1
- ** Halbzug

## Bausymbolik
Brun Candidus deutet die Gesamtkonzeption als symbolische Repräsentation der Beziehung Christi und der Kirche (Christi et ecclesiae puto praesignari posse figuram), die Mittelsäule in der Krypta und der Schlussstein seien demnach Symbole für Christus, der den Bau der Kirche begonnen habe und auch vollenden werde, die acht Säulen seien Symbole der Menschen, die die acht Seligpreisungen der Bergpredigt erfüllten und daher als Stützen der Kirche gelten könnten, die Kreisform versinnbildliche das ewige Leben und die dauerhaften Belohnungen, die die Gläubigen dort erhoffen könnten. Es wird vermutet, dass die Anastasis-Rotunde der Grabeskirche in Jerusalem beziehungsweise spätantike und frühmittelalterliche Rund- und Polygonalbauten wie Santa Constanza in Rom, die Marienrotunde in Centula (Abtei Saint-Riquier) oder die Pfalzkapelle in Aachen als Anregung dienten. Auch eine bis in die Antike reichende Tradition doppelgeschossiger Grabbauten wird in Erwägung gezogen.

## Geschichte
Auf dem Gelände des Klosterfriedhofes wurde die Kirche, wohl unter Bezugnahme auf die Grabeskirche zu Jerusalem, in den Jahren von 820 bis 822 unter Abt Eigil von Rabanus Maurus konzipiert (nach überholter Ansicht durch den Mönch und Baumeister Rachulf, der die Krypten in die Ratgar-Basilika einbaute, im Zusammenhang der Michaelskirche in den Schriftquellen jedoch nicht erwähnt wird) und am 15. Januar 822 durch Erzbischof Haistulph dem Patrozinium des Erzengels Michael unterstellt. Ob der Umgang der Krypta als Karner diente, wie verschiedentlich vermutet wurde, und dort die Gebeine aufgeschichtet wurden, die man barg, wenn auf dem Klosterfriedhof Gräber ausgehoben wurden, ist ungewiss.
Eine Neuweihe erfolgt 1092 mit vier Altären. 1193 wurde ein fünfter Altar geweiht. Außerdem wurde eine Nachbildung des Heiligen Grabes eingerichtet, die aber nicht mehr erhalten ist. Im 10. und 11. Jahrhundert fanden nach einer weitgehenden Zerstörung umfangreiche Erneuerungen statt, die Rotunde erhöht, erhielt einen Umgang mit Fenstern nach innen und außen im zweiten Obergeschoss und wurde durch Annexbauten zur Kreuzform erweitert. Außerdem wurde ein Westturm angebaut. Spätestens zu diesem Zeitpunkt, höchst wahrscheinlich aber bereits unter Abt Richard erhielt die Kirche eine Ausmalung, die sich in bedeutenden Resten erhalten hat, darunter die Bildthemen „Maiestas Domini“ (Christus in der Mandorla umgeben von den Vier Wesen), „Ecclesia“, Erzengel Michael als Drachentöter und weitere Engel sowie  „Acht Seligpreisungen“. Diese Maßnahmen stehen im Zusammenhang mit der durch Abt Richard eingeführten Gorzer Reform in der Version des Ordo Amerbacensis, teilweise vielleicht auch noch mit der Gründung einer Propstei St. Michael unter Abt Ruothart.  Im 11. Jahrhundert lebten mehrere Reklusen in St. Michael, vermutlich in der Krypta. Darunter befindet sich der Historiker Marianus Scotus. In der zweiten Hälfte des 12. Jahrhunderts erhielt der Turm ein Glockengeschoss. 1618 wurde der Turm über der Rotunde erhöht und mit einem kegelförmigen Spitzhelm versehen. In den Jahren 1715 bis 1716 entstand im Rahmen einer Barockisierung der Kirche die Rochuskapelle an der Nordseite der Michaelskirche. 1802 erfolgte die Säkularisation des Klosters Fulda und damit die Aufhebung der Propsteien. Mitte der 1850er-Jahre fanden Restaurierungsarbeiten und die neuromanische Umgestaltung im Sinne des Historismus unter Friedrich Lange statt. 1935 bis 1938 kam es unter Leitung von Regierungsbaurat Joseph Schalckenbach zu einer ersten wissenschaftlichen Untersuchung des Baus und zu seiner umfassenden Re-Romanisierung. Am 11. September 1944 wurde die Kirche durch einen Bombenangriff erheblich beschädigt, konnte aber nach Kriegsende bereits 1948 wiederhergestellt werden. Von 1990 bis 1992 wurden eine Außenrenovierung und Dachsanierung durchgeführt. Seit der Herbstvollversammlung der Deutschen Bischofskonferenz 2024 finden die morgendlichen Messfeiern der Bischöfe bei der Konferenz in der Michaelskirche statt.
Der Grundbesitz des Klosters bildete das Propsteiamt Michelsberg.

## Liste der bekannten Pröpste vom Michaelsberg
- Konrad von Bellersheim, amtierte um 1357 bis um 1368
- Gottfried von Bimbach, amtierte um 1397 bis um 1415
- Johann Küchenmeister, amtierte um 1448
- Johann von Ebersberg genannt von Weyhers, amtierte um 1493
- Philipp von Trümbach, amtierte um 1535 bis um 1548
- Philipp Georg Schenk zu Schweinsberg 1552 bis ?, 1567–1568 Fürstabt, Propst auch auf dem Neuenberg, in Holzkirchen, auf dem Johannesberg
- Philipp Schadt von Ostheim, amtierte um 1569 bis um 1579
- Kaspar (Caspar) von Wildungen (bis 12. Juli 1601), um 1587, auch Propst in Blankenau 1581–1601, Propst in Holzkirchen 1593–1601 und in Zella um 1593
- Johann Friedrich von Schwalbach 1590–1593, danach Propst auf dem Andreasberg, in Blankenau, 1606 Fürstabt von Fulda und 1607 Propst vom Johannesberg
- Reinhard Ludwig von Dalwigk, amtierte um 1600–1601
- Daniel von Merlau, amtierte um 1601 bis um 1609, auch Propst in Zella
- Johann Bernhard Schenk zu Schweinsberg 1616–1618, danach Fürstabt von Fulda und Propst auf dem Johannesberg, weiterhin Propst in Blankenau und auf dem Neuenberg
- Johann Friedrich von Kerpen, amtierte um 1627 bis um 1630
- Adalbert von Schleifras bis 1683, teilweise überlappend mit Blankenau, danach Propst vom Neuenberg und Dekan, danach Fürstabt von Fulda
- Stephan von Clodh, amtierte 1701 bis um 1727
- Emanuel Friedrich von Kötzschau 1735–1736
- Heinrich von Warnsdorf (ab 23. August 1745), aufgeschworen 11. September 1763, Kapitular 26. September 1775, amtierte ab 1786, davor Propst in Zella

## Glocken
Im wuchtigen Westturm hängen drei Glocken; die große Jakobusglocke wurde einst für Wusen in Ostpreußen gegossen und kam nach dem Zweiten Weltkrieg als Ersatz für die zerstörten Glocken nach Fulda. Zum Angelus um 12 Uhr läutet die Marienglocke.
| Nr. | Name    | Gussjahr | Gießer                                  | Nominal | Inschrift (Übersetzung) |
| 1   | Jakobus | 1712     | Michael Wittwerck, Danzig               | fis1    | Der Name des Herrn sei gepriesen. Mich schuf Michael Wittwerck, Danzig, im Jahre 1712. Sankt Jakobus in Wusen; Kirchenpatron Sankt Johannes der Evangelist, Sankt Peter und Sankt Andreas. |
| 2   | Maria   | 1958     | Friedrich Wilhelm Schilling, Heidelberg | gis1    | Maria mit dem Kinde lieb, uns allen deinen Segen gib. |
| 3   | Michael | 1958     | Friedrich Wilhelm Schilling, Heidelberg | h1      | Erzengel Michael, sei unser eingedenk. |

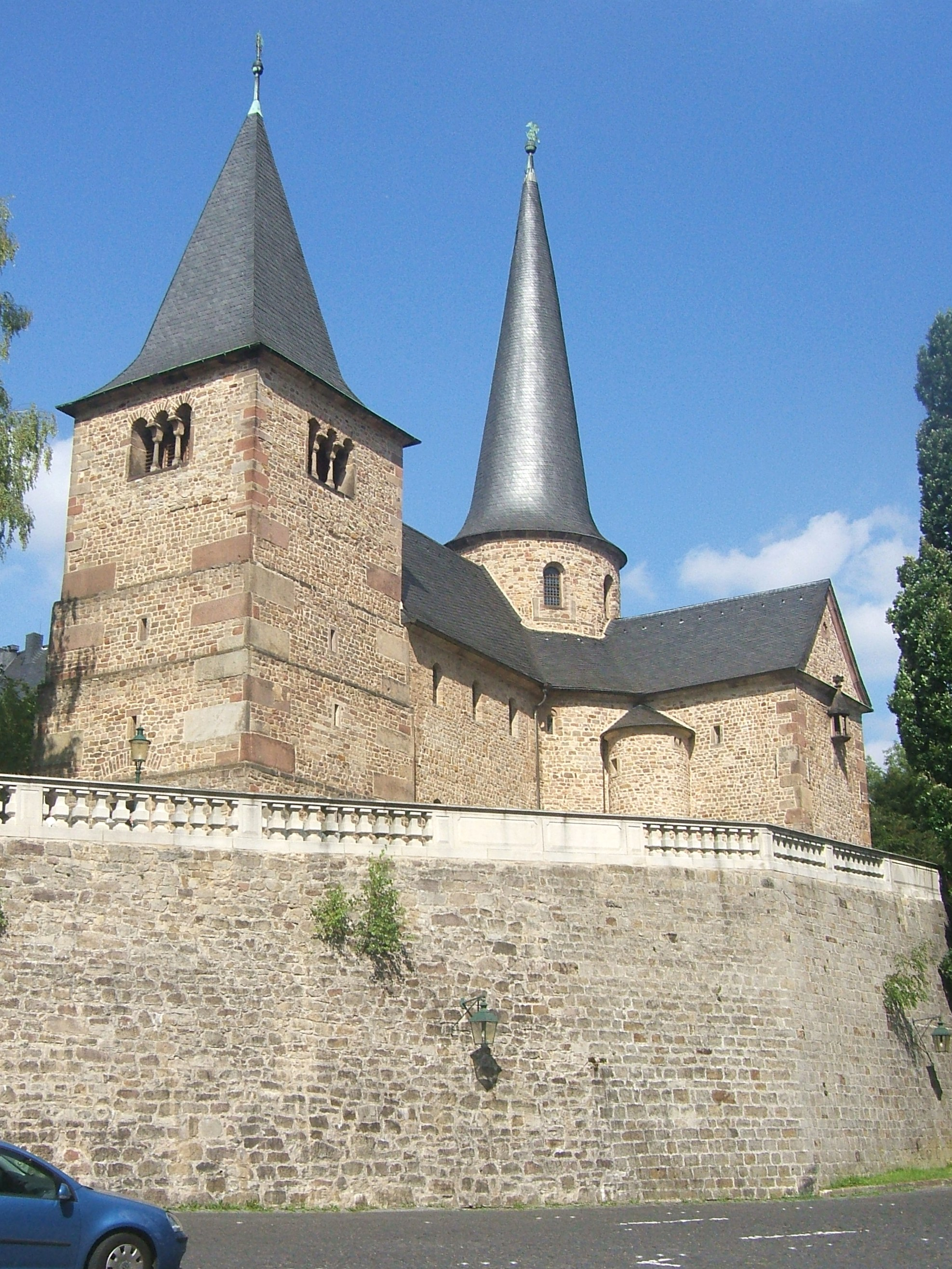
Michaelskirche in Fulda
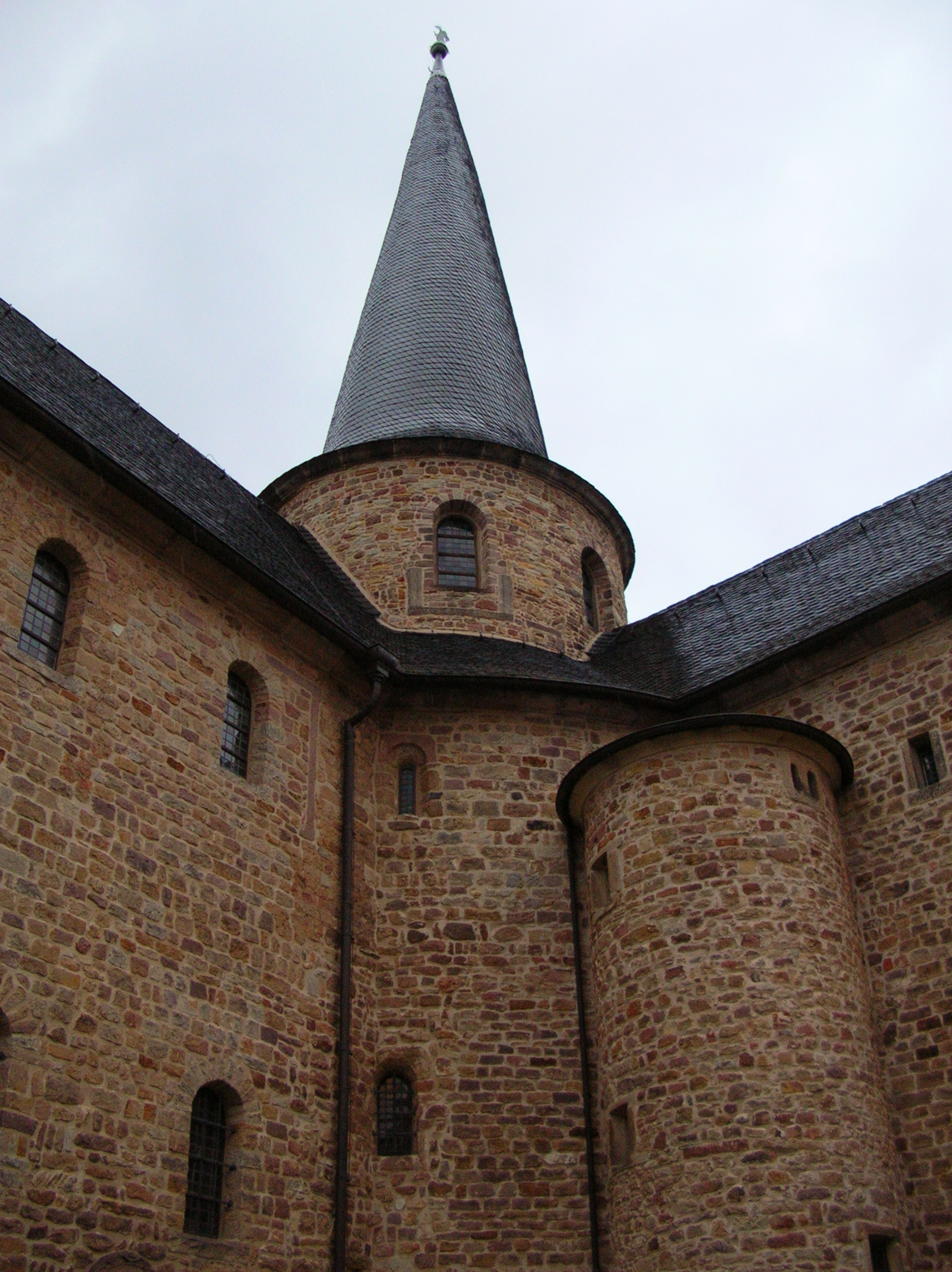
Mittelturm
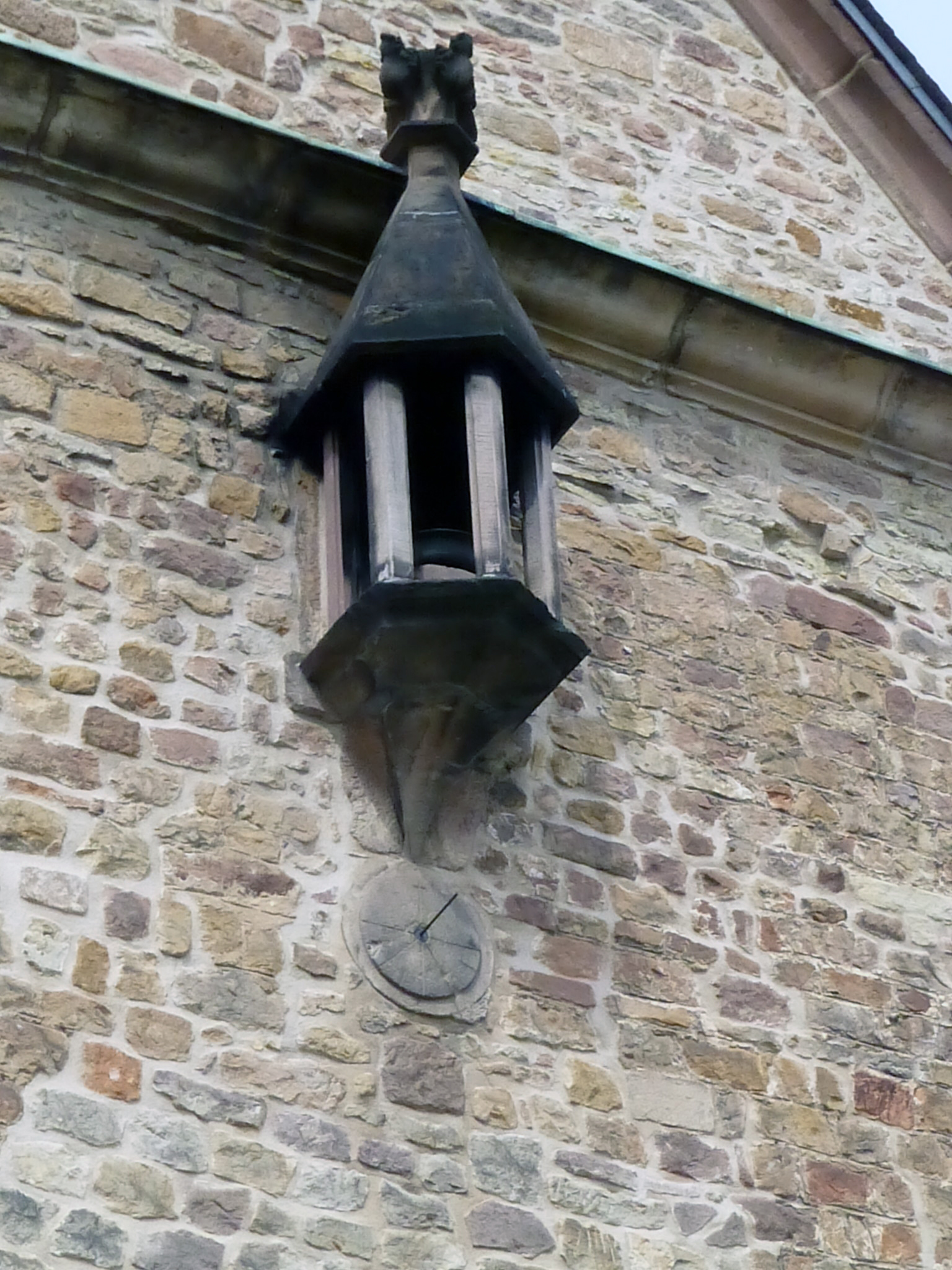
Erker und Sonnenuhr
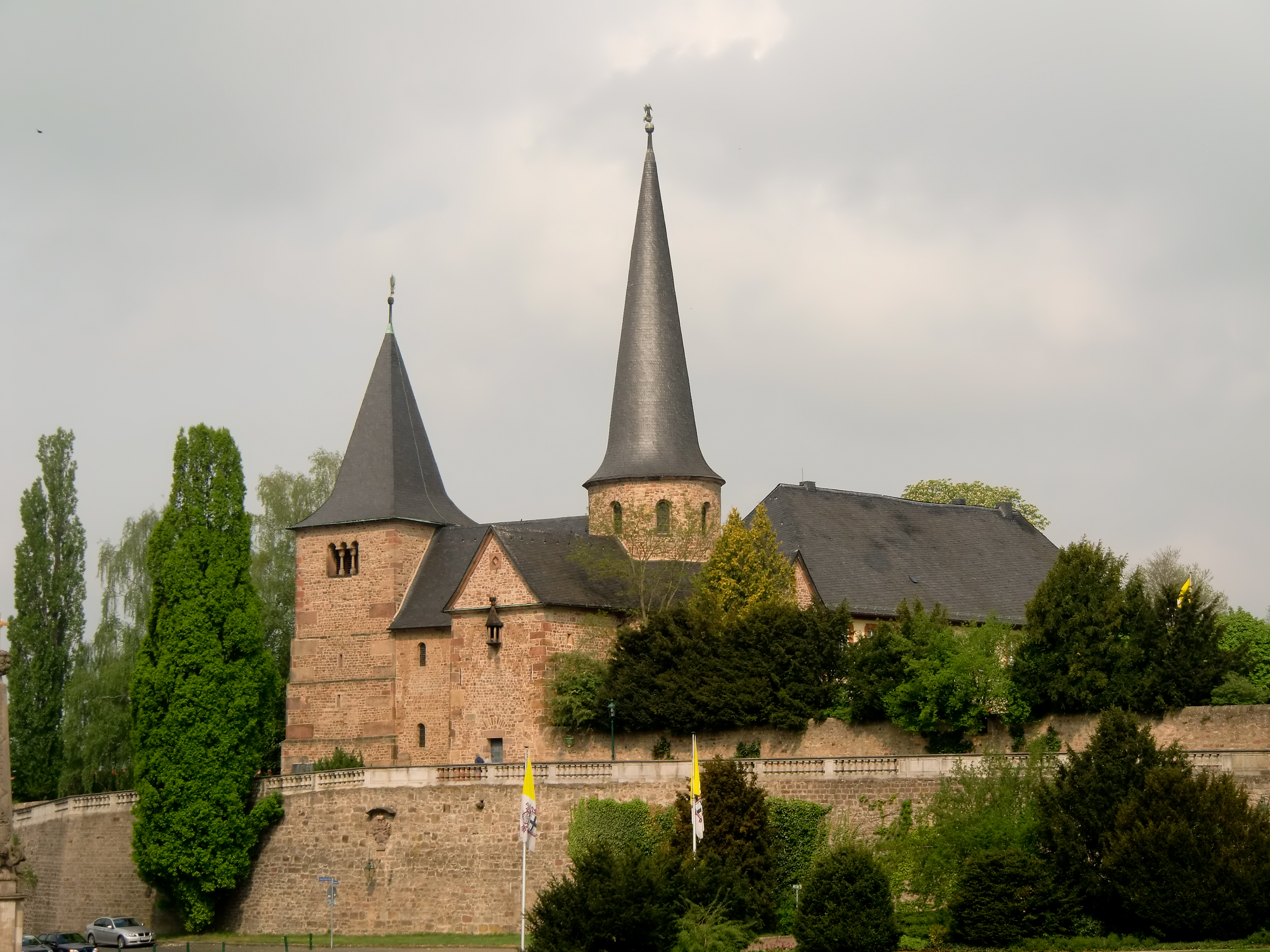
Michaelskirche über dem Domplatz
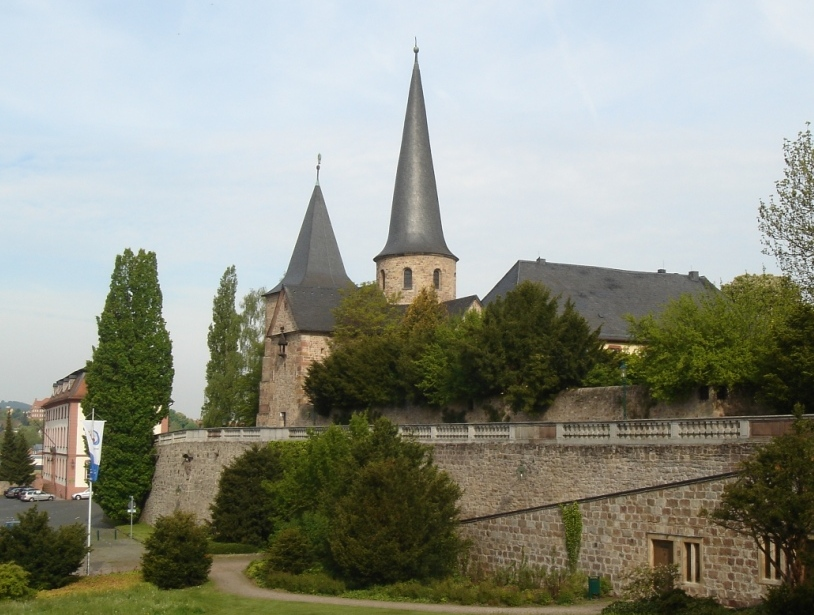
Mauer am Domplatz
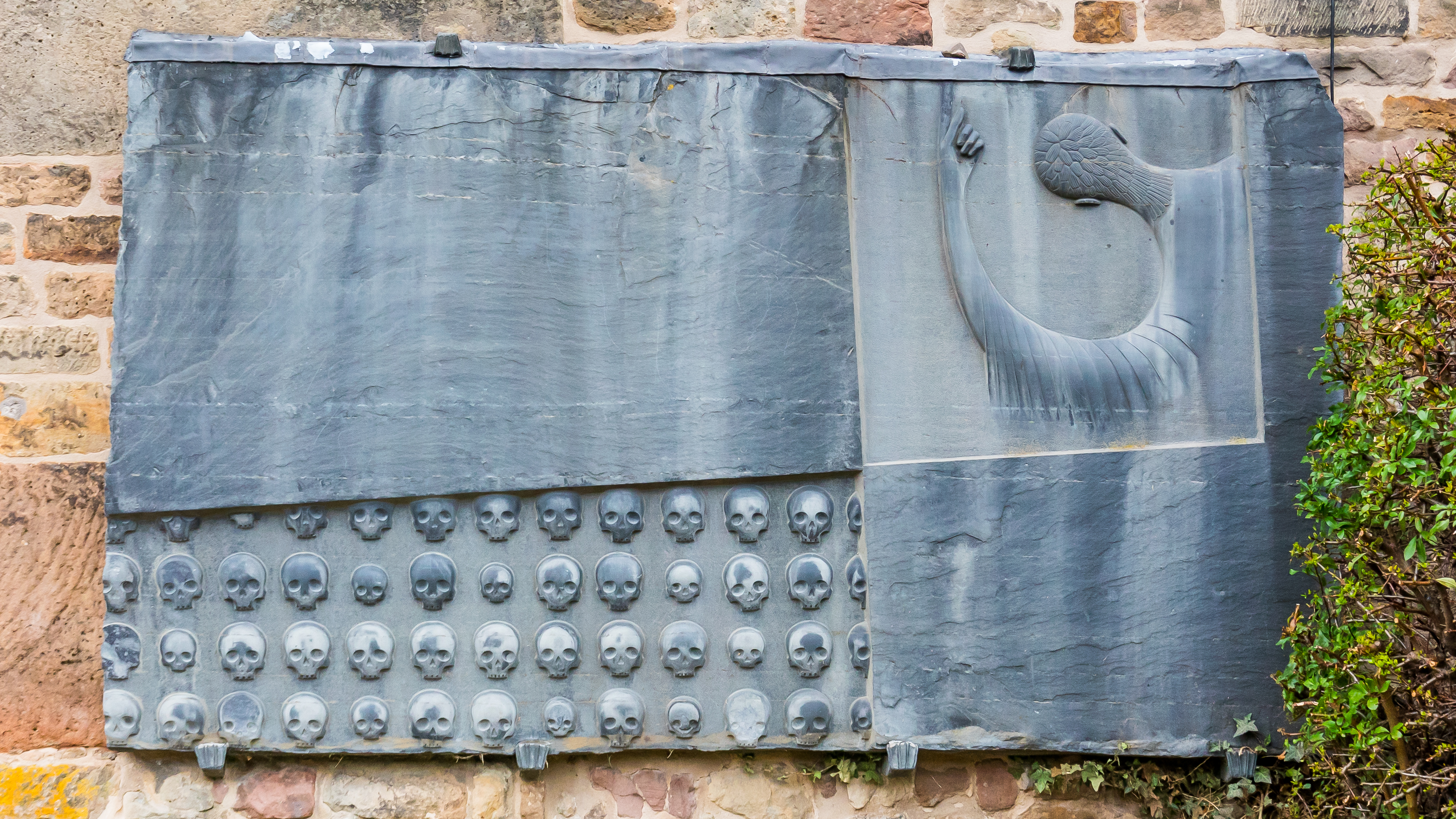
Ewald Mataré: Denkmal für die Opfer der zwei Weltkriege
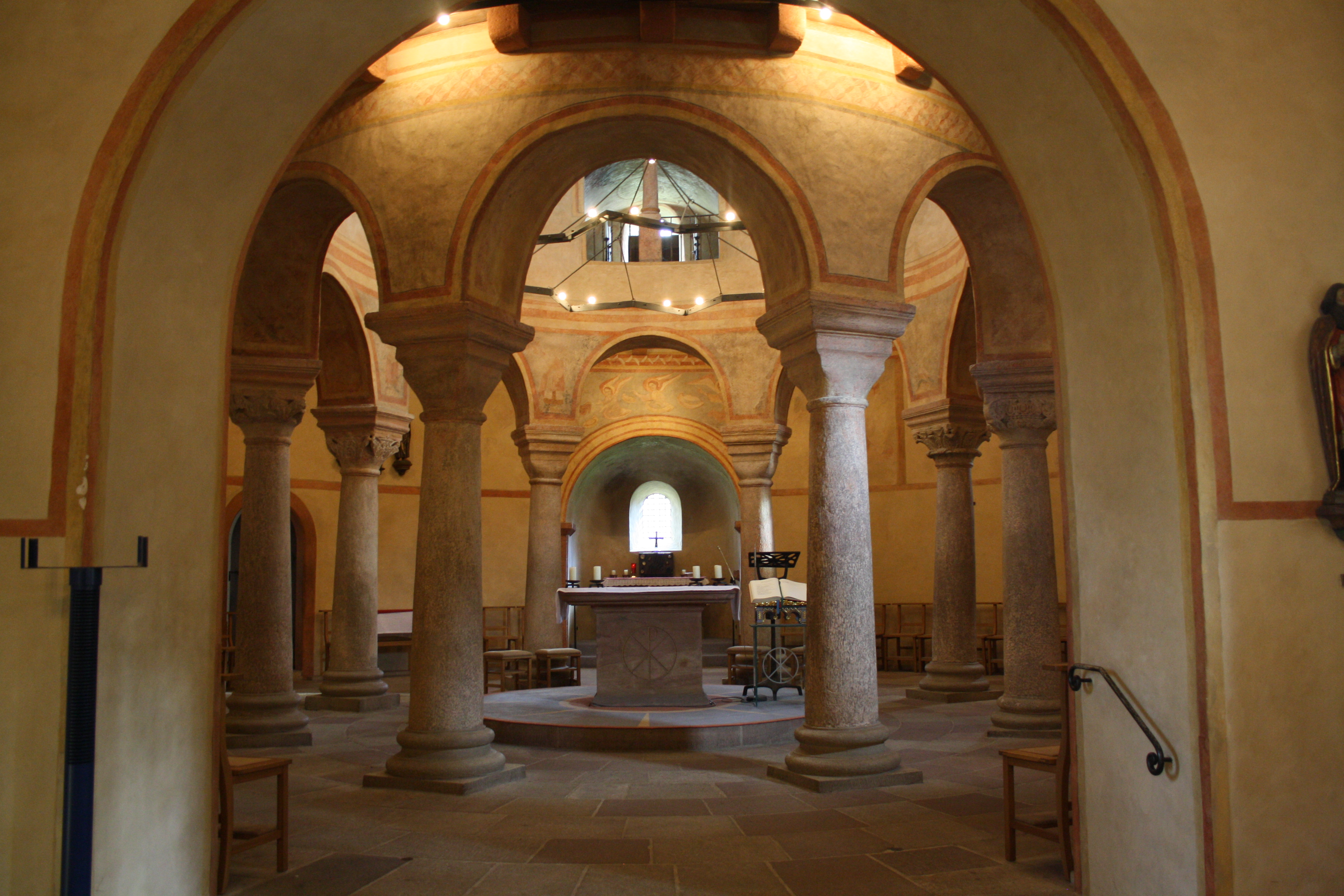
Innenansicht, Blick in den Zentralbau
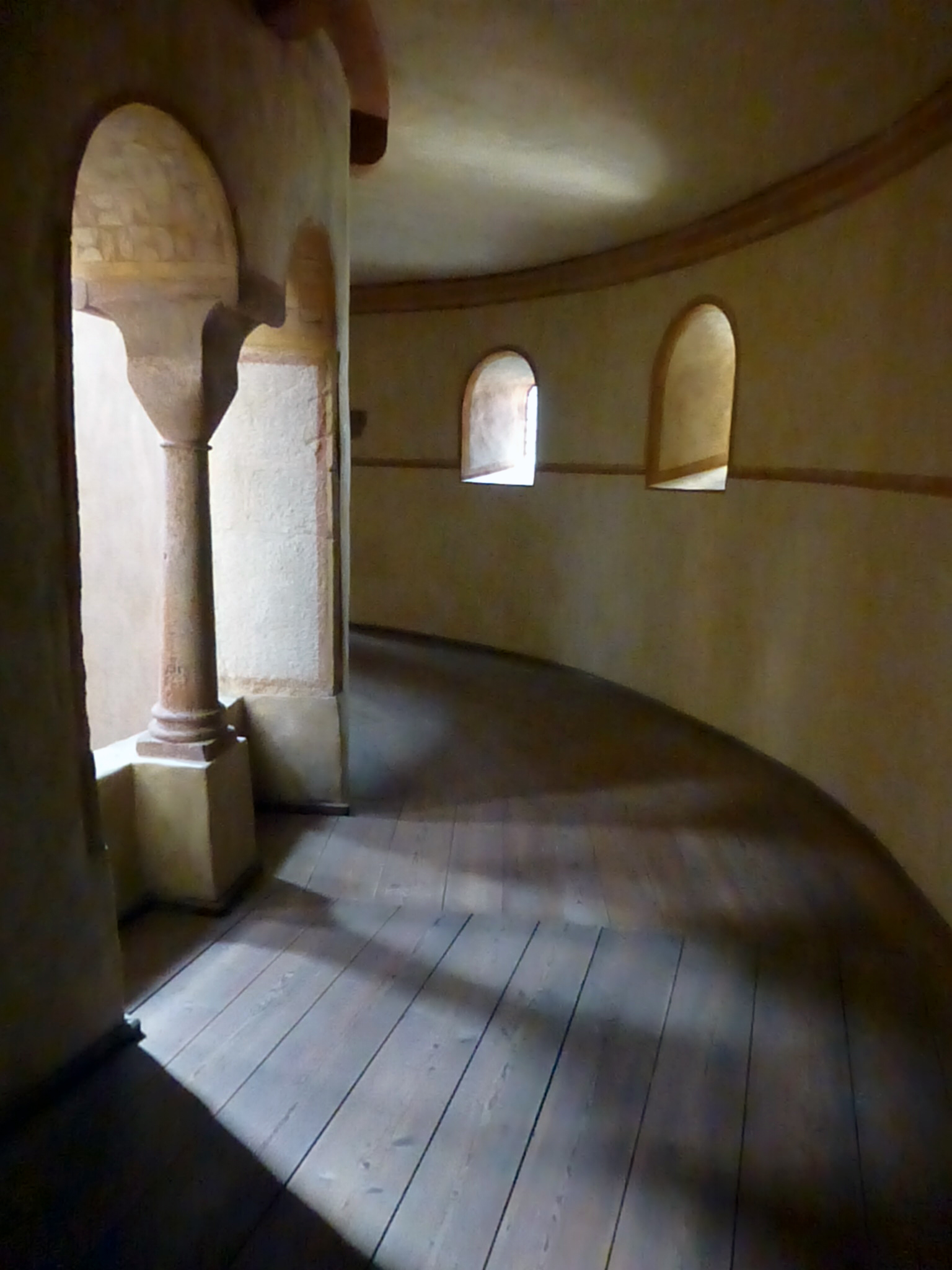
Innenansicht, Blick in den Umgang im Obergeschoss des Zentralbaus
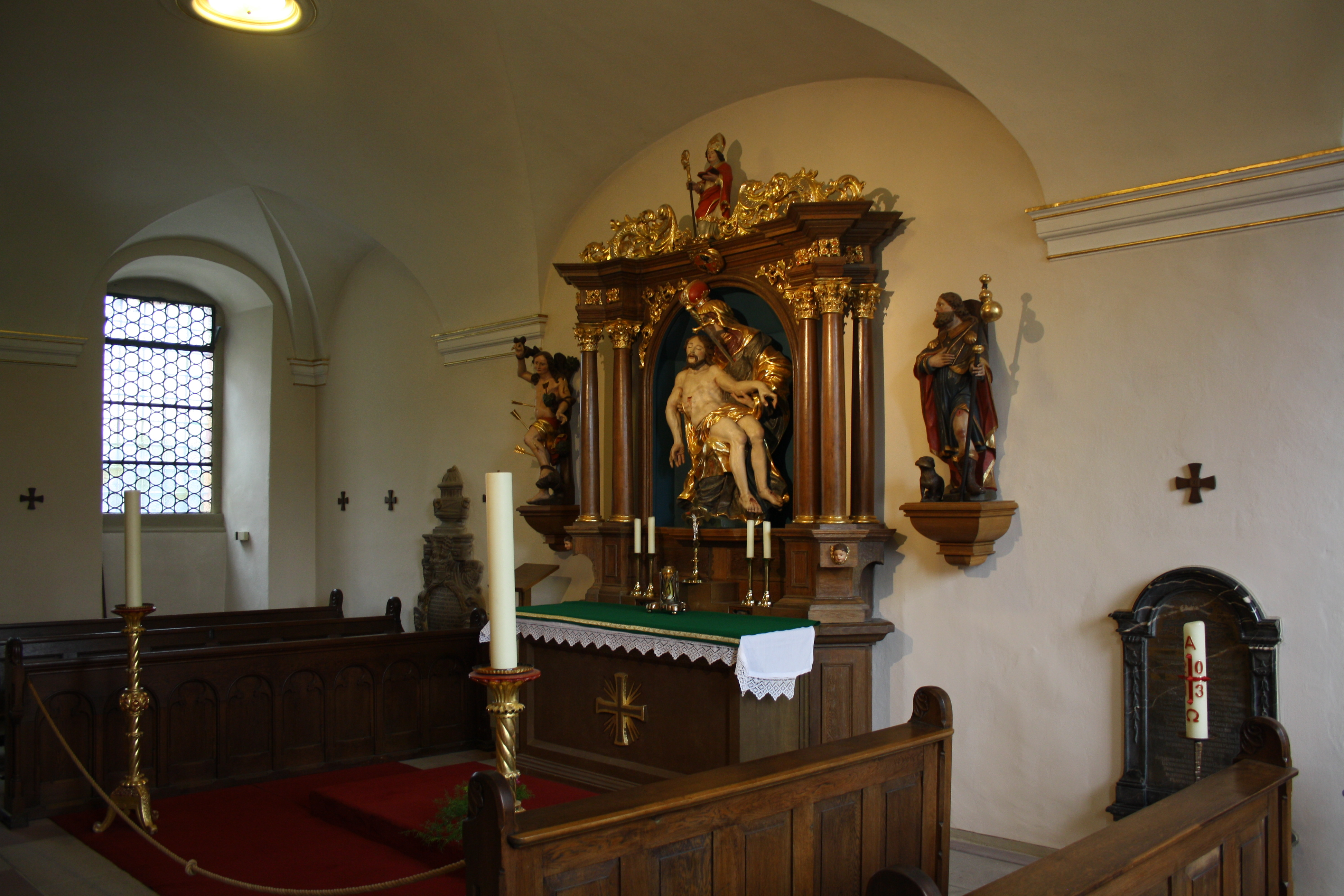
Seitenaltar
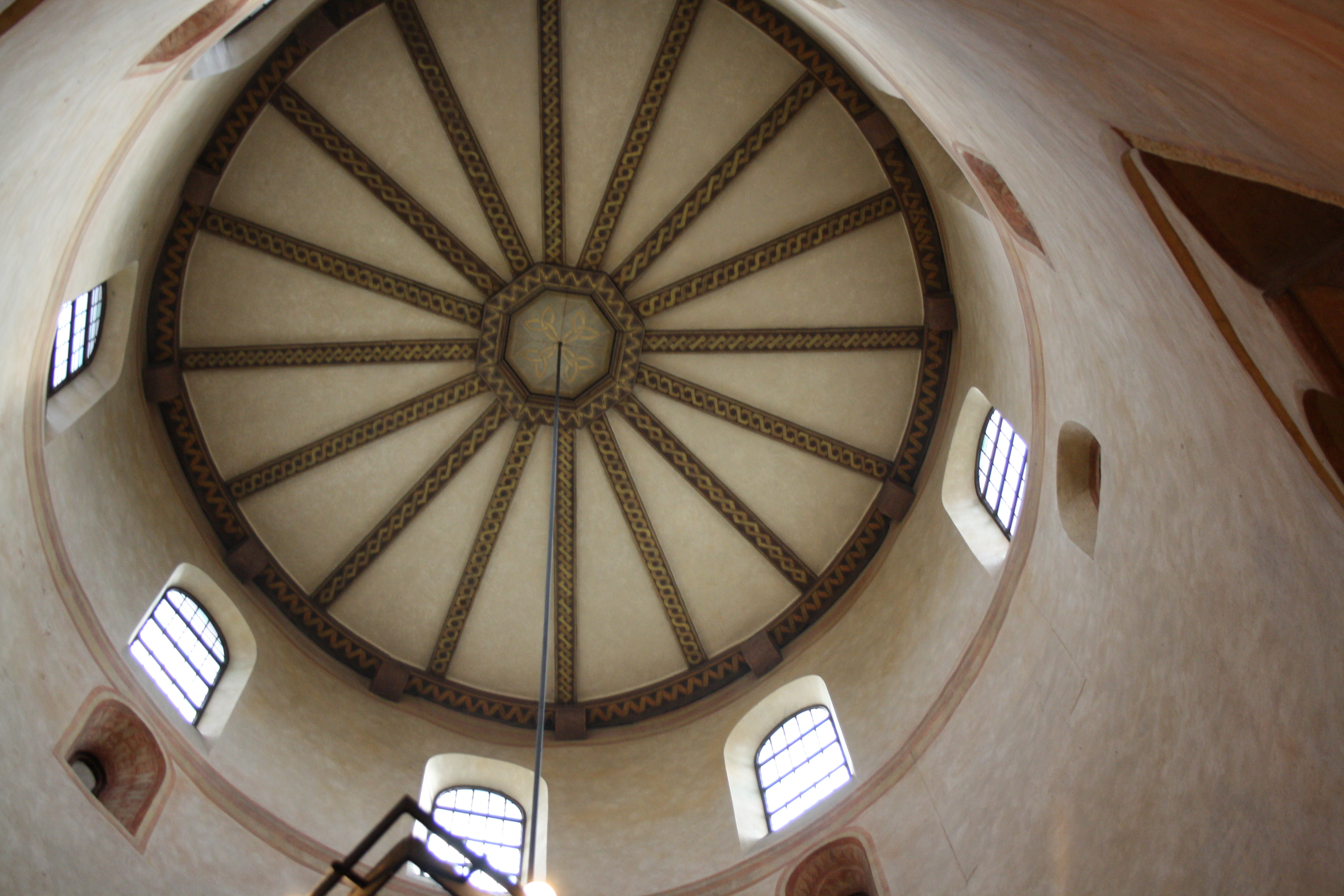
Rundkuppel